# استاری چتیرمان
استاری چتیرمان (انگلیسی: Stary Chetyrman) یک شهرک در شهرستان فیودوروفسکی استان باشقیرستان کشور روسیه است.